# 행복의 나라 (2018년 영화)
"행복의 나라"는 2018년에 개봉한 대한민국의 영화이다. 

## 캐스팅
- 지용석 : 민수 역
- 예수정 : 희자 역
- 김시은 : 지영 역
- 김주령 : 진선 역
- 정민성 : 상철 역
- 기주봉 : 인식 역
- 음서영 : 지인 역
- 최영신 : 세희 역
- 정찬우 : 무당 선생님 역
- 전현숙 : 무당집 여자 역
- 이새별 : 세차장 여자 역
- 김근배 : 클락션 사내 1 역
- 박찬우 : 클락션 사내 2 역
- 이민아 : 산부인과 의사 역
- 김한준 : 응급실 의사 역
- 남성준 : 역무원 1 역
- 박병철 : 역무원 2 역
- 김은경 : 간호사 역
- 김근영 : 민수 엄마 역
- 김민중 : 핸드폰 매장직원 역
- 박진감 : 세희 애인 역
- 정인기 : 세차장 손님 약 (특별출연)
- 이왕 : 진우 역 (특별출연)
- 손성실 : 지영 대역 (특별출연)